# Adria Mobil

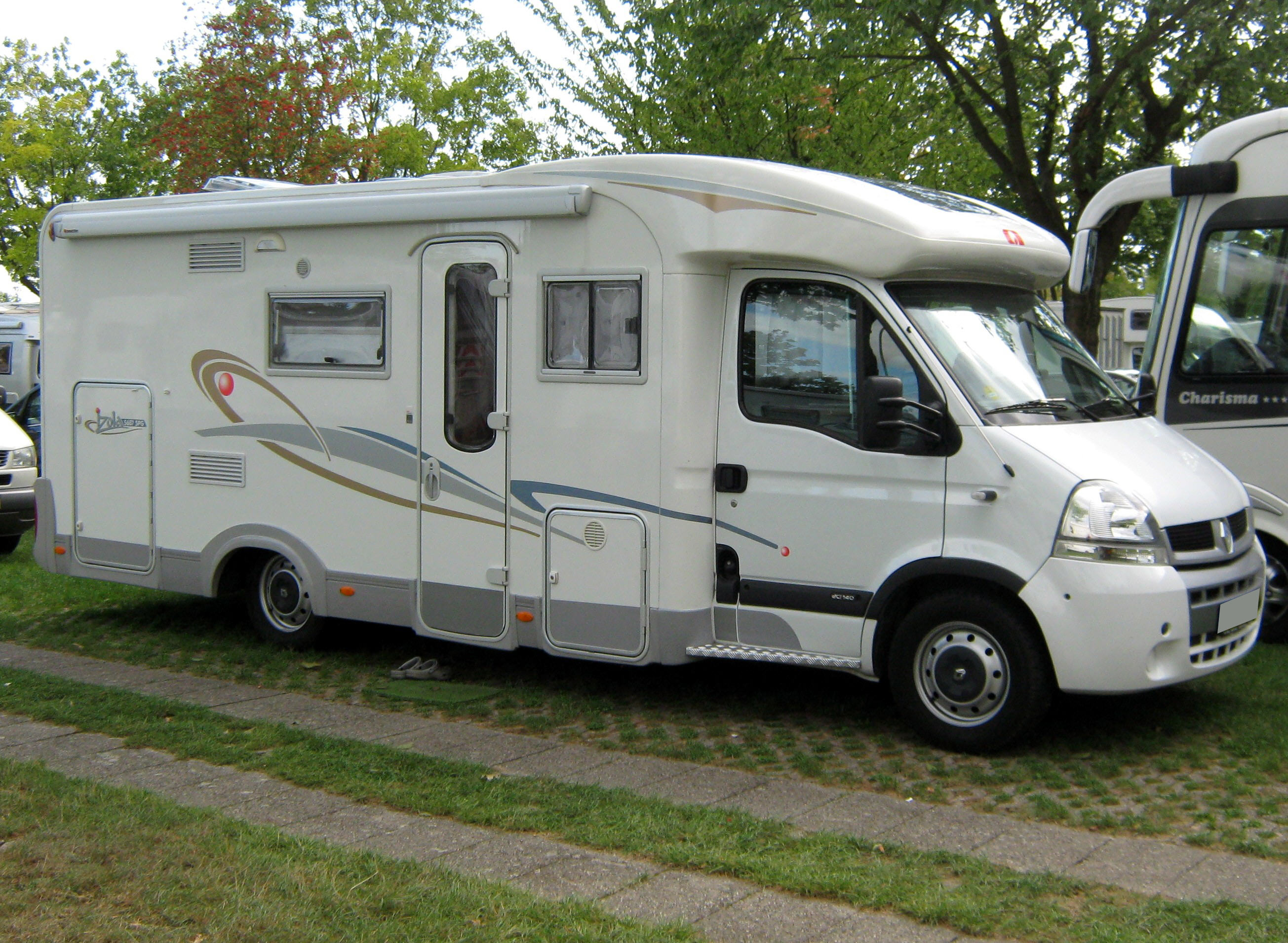
Adria Izola 687 SP

Adria Mobil è un'azienda slovena (di Novo Mesto) produttrice di caravan e autocaravan, fondata nel 1954. È una delle prime sei industrie europee nel settore della produzione dei veicoli per il tempo libero.

## Storia
L'azienda è stata fondata nel 1954 come parte della Industrija motornih vozil (IMV) ed è divenuta indipendente nel 1990. 
Nel 1965 la IMV ha realizzato il primo prototipo di caravan, l'Adria 375, e l'ha esibita alla Fiera di Stoccolma dove è stata accolta con entusiasmo: è sorta così la decisione di produrre caravan a livello industriale. Sono state aperte due nuove sedi produttive a Brežice, in Slovenia, nel 1970 e a Deinze, in Belgio,nel 1972. Nella prima metà degli anni '80 c'è stato un grande sviluppo tecnologico. Nel 1983 è nata la terza generazione di caravan, Mistral, ed i primi prototipi di autocaravan A e B, mentre nel 1985 è stato sviluppato il rimorchio da trasporto denominato Cargo. Nel 1986 la produzione è stata trasferita in uno stabilimento più grande, a Novo Mesto, dove ha avuto inizio la produzione seriale degli autocaravan. Nel 1998 è nata la gamma Coral, prodotto tuttora venduto e diffuso, e nel 2001 la gamma Stargo. Tra il 2001 e il 2009 sono state realizzate numerose nuove gamme (Izola, Adria van, Coral sport, Action, Vision) e l'azienda si è fusa con Autocommerce, colosso sloveno che opera nel settore della distribuzione automobilistica.